# 中林俊史
中林 俊史（なかばやし としふみ、1985年6月3日 - ）は、日本の男性声優。スターダス・21所属。

## 出演

### テレビアニメ
2015年
- アクエリオンロゴス（吉打ケント）
- 銀魂゜（一橋家武士）
- ルパン三世（エージェントA）

2016年
- DRIFTERS（福島雑兵）
- ルパン三世 イタリアン・ゲーム（エージェントA）

### 劇場アニメ
- LUPIN THE IIIRD 血煙の石川五ェ門（2017年、岩崎[3]）
- 夜明け告げるルーのうた（2017年、取材者）
- 劇場版 魔法科高校の劣等生 星を呼ぶ少女（2017年、研究員）

### Webアニメ
- 無限の住人-IMMORTAL-（2019年 - 2020年、万藤、虎右ェ門）

### ゲーム
- 大逆転裁判 -成歩堂龍ノ介の冒險-（2015年）
- 龍が如く6 命の詩。（2016年、広瀬徹〈少年時代〉）
- CARAVAN STORIES（2017年、アンギラ[4]）
- JUDGE EYES:死神の遺言（2018年）
- 龍が如く8（2024年）

### 吹き替え

#### 映画
- 悪魔のいけにえ（レザーフェイス〈ガンナー・ハンセン〉）※BD新録版
- イミテーション・ゲーム/エニグマと天才数学者の秘密（ジョン・ケアンクロス〈アレン・リーチ〉）
- INFINI/インフィニ（レックス・マニングス）
- グリーン・インフェルノ（ジョナ）
- コマンドー（ヴェガ〈ブランスコム・リッチモンド〉）※吹替の帝王版
- セーブ・ミー 不良ママのハッピーセラピー編
- 隻眼の虎
- ゼロ・ダーク・サーティ（ジャスティン〈クリス・プラット〉）
- それでも夜は明ける
- ゾンビスクール!（リック〈ホルヘ・ガルシア〉）
- 大脱出
- タイム・トゥ・ラン（スティーブ）
- ヒトラー暗殺、13分の誤算（シュミート）
- Re:〜リライフ〜（ロン）
- ロンドン・スパイ

#### ドラマ
- アウトキャスト
- ヴァイキング 〜海の覇者たち〜（スヴェン）
- NCIS: ニューオーリンズ
- エレメンタリー3 ホームズ&ワトソン in NY
- 女刑事マーチェラ（ベンデック・クロイ）
- GIRLS/ガールズ3
- グッド・ワイフ シーズン3
- クリミナル・マインド FBI行動分析課
  - シーズン9
  - シーズン10 #7（チャールズ）、#18（ロマン）、#23（マイルズ）
- ジェントルマン・ジャック 紳士と呼ばれたレディ（ジョン・ブース〈トーマス・ハウズ〉）
- ストライクバック4:ラストミッション #9（タウバー）
- ダウントン・アビー〜華麗なる英国貴族の館〜4（ジミー）
- TRUE DETECTIVE/二人の刑事
- 華政（キム・ギョンジン）
- THE BLACKLIST/ブラックリスト シーズン3
- ブレイキング・バッド（ゲイル・ベティカー〈デヴィッド・コスタビル〉）
- Marvel ジェシカ・ジョーンズ（マルコム・デュカス〈エカ・ダーヴィル〉）
- ROOTS/ルーツ（シタファ）

#### アニメ
- ヴォルトロン（ハンク）
- カンフー・パンダ ザ・シリーズ（ヘンリー）

### TVCM
- セブン-イレブン「お弁当篇」 - サラリーマン
- 近代美術 - ナレーション
- パチンコJパーク - ナレーション
- 日本アニメ・マンガ専門学校 - ナレーション

### ラジオCM
- 積水ハウス 住まいの参観日

### 舞台
- 純愛裁判